# Gigantactis
Gigantactis es un género de peces abisales de la familia Gigantactinidae. Las especies de este género son poco conocidas y se encuentran en todos los océanos a una profundidad que va desde los 1000 hasta los 2500 metros. 

## Especies
Especies reconocidas:
- Gigantactis balushkini Kharin, 1984
- Gigantactis elsmani Bertelsen, Pietsch & Lavenberg, 1981
- Gigantactis gargantua Bertelsen, Pietsch & Lavenberg, 1981
- Gigantactis gibbsi Bertelsen, Pietsch & Lavenberg, 1981
- Gigantactis golovani Bertelsen, Pietsch & Lavenberg, 1981
- Gigantactis gracilicauda Regan, 1925
- Gigantactis herwigi Bertelsen, Pietsch & Lavenberg, 1981
- Gigantactis ios Bertelsen, Pietsch & Lavenberg, 1981
- Gigantactis kreffti Bertelsen, Pietsch & Lavenberg, 1981
- Gigantactis longicauda Bertelsen & Pietsch, 2002
- Gigantactis longicirra Waterman, 1939
- Gigantactis macronema Regan, 1925
- Gigantactis meadi Bertelsen, Pietsch & Lavenberg, 1981
- Gigantactis microdontis Bertelsen, Pietsch & Lavenberg, 1981
- Gigantactis microphthalmus Regan & Trewavas, 1932
- Gigantactis paxtoni Bertelsen, Pietsch & Lavenberg, 1981
- Gigantactis perlatus Beebe & Crane, 1947
- Gigantactis savagei Bertelsen, Pietsch & Lavenberg, 1981
- Gigantactis vanhoeffeni A. B. Brauer, 1902
- Gigantactis watermani Bertelsen, Pietsch & Lavenberg, 1981

### Lectura recomendada
- Waterman TH. Studies on deep-sea angler-fishes (Ceratioidea). III. The comparative anatomy of Gigantactis longicirra. „J Morphol”. 82, s. 81–149, 1948. DOI: 10.1002/jmor.1050820202.
- Brauer A. Diagnosen von neuen Tiefseefischen, welche von der Valdivia-Expedition gesammelt sind. „Zoologischer Anzeiger”. 25. 668, s. 277–298, 1902.
- Mundy BC. Checklist of the fishes of the Hawaiian Archipelago. Bishop Museum Bulletins in Zoology. Bishop Mus Bull Zool. (6):1–704, 2005. Cytat za: FishBase.
- Deep-water teleostean fishes of California. W: Fitch JE, Lavenberg RJ: California Natural History Guides. T. 25. Berkeley–Los Angeles, California: University of California Press, 1968. Cytat za: FishBase.
- Waterman TH. Studies on deep-sea angler-fishes (Ceratioidea). „Bulletin of the Museum of Comparative Zoology”. 85. 3, s. 65-94, 1939.